# 久下稲荷神社
久下稲荷神社（くげいなりじんじゃ）は、埼玉県飯能市稲荷町にある神社。正式名称は稲荷神社。旧社格は村社。

## 祭神
祭神は次の四柱。主祭神は宇迦之御魂神。
- 宇迦之御魂神
- 火産霊命
- 河菜姫命
- 宇気母智命

## 歴史
創建年月日不明。寛永13年（1636年）再建。ともに現在の飯能市稲荷町にあるこの神社と三座稲荷について、『新編武蔵風土記稿』の久下分村の項には「稲荷社　飯能村能仁寺持」と「稲荷社　村民の持」 と記載されているが、どちらがこの神社であるのかは不明である。『武蔵国郡村誌』の久下分村の項には「保食命を祭る祭日二月十一日」の稲荷社が村の東方に一社、南方に二社ある。
明治5年（1872年）に久下分村の鎮守として村社に列格した。明治41年（1908年）7月7日に秋葉神社と3つの稲荷神社を合祀した。合祀社は秋葉神社のみが現存しているとされる。昭和50年（1975年）に本殿を再建した。

## 境内
本殿、幣殿、拝殿、社務所（一丁目倶楽部）、覆殿、鳥居、水舎、一丁目町内会山車倉庫、納札所、猿田彦社、町会倉庫。境内北側に西武池袋線の引き込み線がある。飯能駅の駅長室には、業務の安全を祈願して当社の分霊が祀られているとされる。

## 行事
元旦祭、例祭、春祭、秋祭、初午祭。飯能相撲連盟は1964年（昭和39年）9月から境内で相撲大会を開催している。

## 交通アクセス
所在地：埼玉県飯能市稲荷町1-3
- 西武池袋線飯能駅から徒歩約2分。